# FK Samgurali Tsqaltubo
FK Samgurali Tsqaltubo (georgiska: სამგურალი წყალტუბო) är en georgisk fotbollsklubb från staden Tsqaltubo. Samgurali spelade i Umaghlesi Liga från starten 1990 förutom säsongen 1995/1996 samt säsongen 2000/2001. År 2002 relegerades klubben och säsongen 2004 var klubben nere i Regionuli Liga. Sedan dess har klubben återigen klättrat i ligasystemet och spelar i dag (2022) i den högsta divisionen i Georgien, Erovnuli Liga.